# Болід

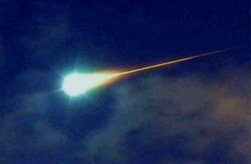

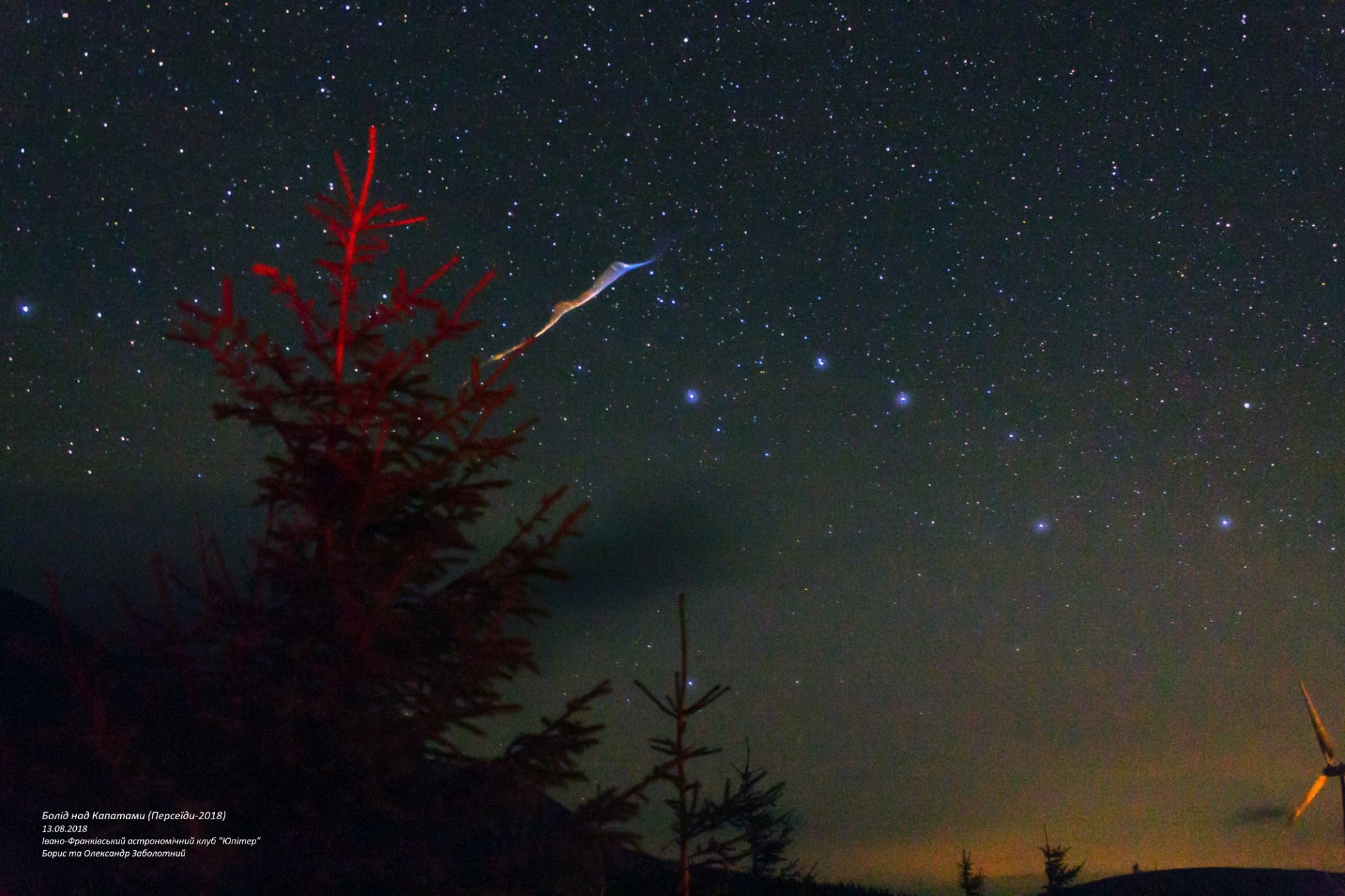

Болі́д (фр. bolide, від грец. βολίς, род. відм. βολίδος — «метальний спис») — великий вогняно-яскравий метеор, досить рідкісне явище,  ніби вогняна куля, що рухається в небі. Явище спричиняється потраплянням у щільні шари атмосфери великих твердих частинок, які називаються метеорними тілами. Входячи у атмосферу із надзвуковою швидкістю, частинка нагрівається внаслідок гальмування, і навколо неї утворюється світна оболонка з розжарених газів. Боліди часто мають помітний кутовий діаметр, і їх видно навіть удень. Політ боліда нерідко супроводжується звуками, що нагадують грім. Від сильного нагріву метеорне тіло нерідко розколюється і з гуркотом падає на Землю у вигляді уламків. Рештки метеорних тіл, що впали на Землю, називають метеоритами.
У боліді розрізняють ядро, голову, хвіст і слід (прямий або зігнутий), що залишається після його польоту.

## Челябінський болід

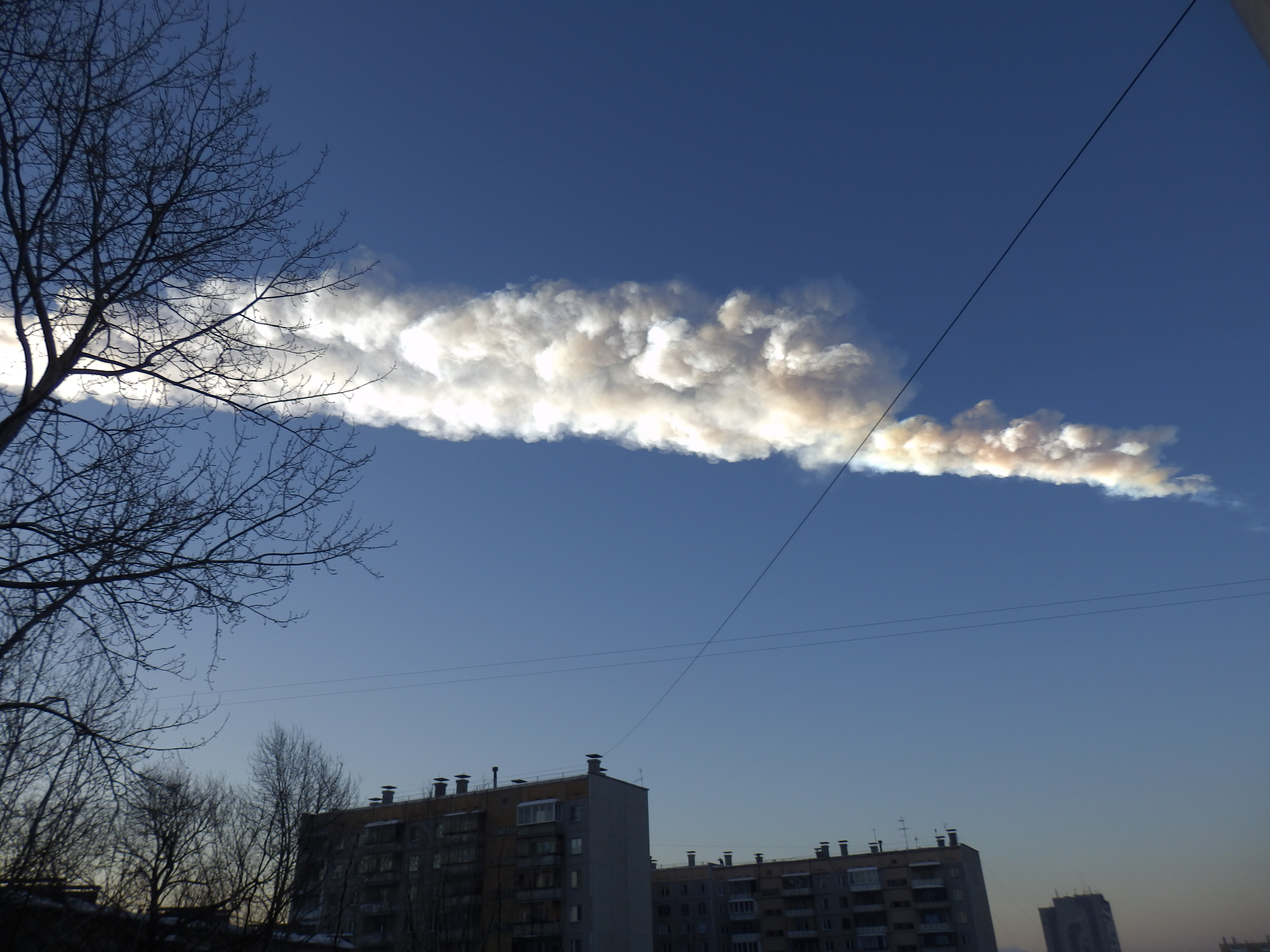
Вибух боліда над Челябінськом, 15 лютого 2013

15 лютого 2013 року, о 9:22 (3:22 UTC), над територією Челябінської області (РФ) пролетів болід. Болід мав надзвукову швидкість і супроводжувався яскравими спалахами світла. Ударна хвиля від боліда завдала помітних руйнувань — здебільшого, у вигляді вибитого скла. Тисячі житлових будинків, лікувальних закладів, освітніх установ залишились без скла, іноді — без віконних рам чи дверей, сталися обвали окремих будівель. Руйнування зафіксовано в Челябінську, Єманжелінську, Єткулі, Копейську, Коркіно, Чебаркулі, Южноуральську, Златоусті, Троїцьку, Красноармєйському і Увельскому районах, селищі Роза. Більше тисячі людей отримали поранення різного ступеня.

## Квінслендський болід
20 травня 2023 року, о 21:22 (за місцевим часом), у небі над Австралією вибухнула велика зелена вогняна куля. Небесне явище, відоме як болід, пронизало атмосферу, освітлюючи околиці своїм яскравим смарагдовим сяйвом. Спалах світла було видно за сотні кілометрів. Камери відеоспостереження в аеропорту Кернса у Квінсленді зняли момент вибуху, на відеозаписі зареєстровано зелений спалах, який освітлює нічне небо перед повторним білим спалахом. Спалах також бачили також у Нормантоні (англ. - Normanton), який розташований за 600 км на захід від Кернса. Звук вибуху було чути найчіткіше над містом Кройдон, яке розташоване приблизно за 100 км на схід від Нормантона. За оцінками астрофізиків з Австралійського національного університету у Канберрі, космічний об'єкт, ймовірно, був досить невеликим, а саме від 1,6 до 3,2 футів (від 0,5 до 1 м) у поперечнику та міг рухатися зі швидкістю до 93 000 миль/год (150 000 км/год).

## Боліди над Україною
1 травня 2024 року, близько 01:30 (за київським часом), у небі над багатьма областями України було зафіксовано спалах під час падіння космічного тіла. Явище було помічено у Полтавській, Сумській, Харківській, Дніпропетровській та Запорізькій областях.  